# Heraklo Aleksandrijski
Heraklo (? - 17. prosinac 248.), 13. papa Aleksandrijski i patrijarh sv. Stolice sv. Marka. 

## Pregled
Roditelji pape Herakla su bili pogani iz Aleksandrije, ali su bili vjernici i kao takvi su bili kršteni odmah nakon njegovog rođenja. Pošto su bili obrazovani, podučavali su ga u grčkoj filozofiji, a zatim i u kršćanskoj mudrosti. Također je proučavao četiri evanđelja kao i poslanice. Sv. Demetrij I. 12. papa iz Aleksandrije ga je zaredio za đakona, a zatim i za svećenika u aleksandrijskoj crkvi. Bio je uspješan u službi i pouzdan u svemu što mu je bilo povjereno. Naslijedio je Origena na mjestu dekana aleksandrijske katehetske škole.

Nedugo nakon što je papa Demetrije I. preminuo (9. listopad 232. AD), Heraklo je izabran za patrijarha sv Stolice sv. Marka. Tijekom svoga službovanja budno je pazio na kršćanske vjernike, dok je istovremeno preobraćivao i krstio mnoge pogane. Ulagao je velike napore u poučavanje, propovijedanje i upućivanje prijestupnika na pravi put. Dodijelio je sv. Dioniziju posao prosuđivanja u sporovima između vjernika, kao i brigu o njihovim poslovima i odnosima.

Iako se u suvremenoj literaturi patrijarsi Aleksandrije i sv. Stolice sv. Marka većinom nazivaju papama, Heraklo je ustvari prvi patrijarh za kojega postoje pisani dokumenti u kojima ga se oslovljava s titulom "papa" (grčki, Papás, termin koji je izvorno bio oblik adresa koja znači "Otac", a koju rimska crkva nije koristila sve do šestog stoljeća).
 Prvi poznati zapis ove titule koja je dodijeljena Heraklu nalazi se u pismu Filemonu koje je napisao rimski biskup Dionizije:

- τοῦτον γγὼ τὸν κανόνα καὶ το τύπον παρὰ τοῦ μακαρίου πάπα ἡμῶν Ἡρακλᾶ παρέλαβον. [Primio sam ovo pravilo i obred od našeg

blagoslovljenog pape Herakla.]

## Smrt i štovanje
Papa Heraklo je sjedio na prijestolju sv. Marka punih 16 godina i otišao u miru. Tijekom svoga službovanja ostao je nepokolebljiv u obavljanju svoje svete dužnosti širenja evanđelja i preobraćanja pogana i drugih nekšćana na kršćansku vjeru, a odlazi u vrijeme vladavine rimskog cara Filipa Arapina (204. – 249.) 17. prosinca (8. dan mjeseca Koiaka prema koptskom kalendaru) 248. AD.
 Pokopan je u Crkvi od Pećine u Aleksandrija.

Štuje se u koptskoj pravoslavnoj Crkvi 17. prosinca (8. dan mjeseca Koiaka' prema koptskom kalendaru zabilježenom u sinaksarionu).

## Vanjske poveznice
- Sinaksarion koptske Crkve
- Khaled Gamelyan [Coptic Encyclopedia],opensource
- Coptic Documents in French
- Meinardus, Otto F.A. 2002. Two Thousand Years of Coptic Christianity. American University in Cairo Press. ISBN 978-977-424-757-6
- Holweck, F. G., A Biographical Dictionary of the Saints. St. Louis, MO: B. Herder Book Co. 1924.

| Koptski pape Aleksandrije           | Koptski pape Aleksandrije       | Koptski pape Aleksandrije           |
| ----------------------------------- | ------------------------------- | ----------------------------------- |
| prethodnik Dmitar I. Aleksandrijski | Aleksandrijski pape 232. - 248. | nasljednik Dionizije Aleksandrijski |